# Saint-Pierre-d'Exideuil
 Saint-Pierre-d'Exideuil  es una población y comuna francesa, situada en la región de Poitou-Charentes, departamento de Vienne, en el distrito de Montmorillon y cantón de Civray.

## Demografía
| 704 | 695 | 706 | 714 | 766 | 796 |
| Para los censos de 1962 a 1999 la población legal corresponde a la población sin duplicidades (Fuente: INSEE [Consultar]) |     |     |     |     |     |